# Valkyria Besiada
Valkyria Besiada – komunikator internetowy z szyfrowaniem od końca do końca działający w oparciu o kryptosystem Rabina. 
Usługa dostarczana jest za darmo oraz służy szerzeniu prywatności podczas cyfrowej komunikacji. Możliwa jest zarówno komunikacja poprzez serwer, jak też komunikacja bez udziału serwera dzięki zastosowaniu WebRTC.
Aplikacja dostarcza możliwość wysyłania wiadomości bezpośrednich, przesyłania plików oraz grafiki. Obsługuje wstawianie emotikon oraz prowadzenie rozmów głosowych. Autorka oprogramowania zapowiedziała publicznie, że udostępni typowe funkcje biznesowe takie, jak konferencje oraz współdzielenie pulpitu. 
Identyfikatorem użytkownika jest jego klucz publiczny długoterminowy lub jego skrót SHA-256, co po wymianie przez użytkowników ich identyfikatorami, uniemożliwia późniejszy atak MITM. Aplikacja przechowuje status weryfikacji użytkownika i w razie potrzeby przypomina o potrzebie weryfikacji skrótu klucza publicznego poprzez zaufany kanał komunikacyjny. 
Aplikacja posiada otwarty kod źródłowy, jednak licencja zabrania jego modyfikacji do celów innych niż prywatne. Opis protokołu komunikacyjnego serwera pozostaje otwarty i jest dostępny na stronie internetowej projektu. Aplikacja nie zbiera danych osobowych użytkowników, w tym nie zbiera ich danych kontaktowych, takich jak numer telefonu lub adres e-mail.

## Właściwości kryptograficzne
Valkyria Besiada wykorzystuje szyfrowanie i podpisy cyfrowe Rabina, szyfrowanie symetryczne AES-256 oraz funkcję skrótu SHA-512. Dostarcza mechanizm podpisanych cyfrowo aktualizacji oraz uwierzytelnienia serwera. 
Aplikacja wspiera utajnianie z wyprzedzeniem poprzez mechanizm wymiany krótszych kluczy tymczasowych kryptosystemu Rabina. Klucz taki pozostaje ważny jeden tydzień i klucz ten służy do wymiany kluczy AES-256, którymi szyfrowane są pojedyncze wiadomości. Okres ważności klucza można regulować w zakresie 0-365 dni, gdzie zero oznacza termin ważności klucza do chwili rozłączenia się. 
Klucze tymczasowe algorytmu asymetrycznego mają długość 2048-5120 bitów, zaś klucze długoterminowe 6144 bitów. Klucze do szyfrowania rozmów głosowych oraz pojedynczych wiadomości mają długość 256 bitów.
Protokół komunikacyjny serwera utajnia identyfikatory i klucze publiczne osób biorących udział w komunikacji. Sposób implementacji szyfrowania (E2EE) w kliencie uniemożliwia odczytywanie wiadomości przez serwer.